# Tacuarembó
|  | Per a altres significats, vegeu «Tacuarembó (bambú)». |

Tacuarembó és una ciutat del nord-est de l'Uruguai, capital del departament de Tacuarembó. Es creu, encara que sempre ha estat centre de polèmica, que el cantautor de tango Carlos Gardel va néixer en aquesta ciutat, on hi ha monuments, un museu i la casa en la qual hauria nascut, emigrant posteriorment a l'Argentina, país en el qual va aconseguir renom i fama.

## Població
La ciutat té una població de 51.224 habitants (cens 2004).

## Llocs d'interès
Entre els llocs d'interès, destaquen: el Balneari Iporá, el Valle Edén, i el turó Cementerio. A més, Tacuarembó té un agermanament amb la ciutat colombiana de Medellín.

## Fills il·lustres
- Sandino Andrés Núñez
- Washington Beltrán Barbat
- Jaime Montaner